# نهر داكسيا

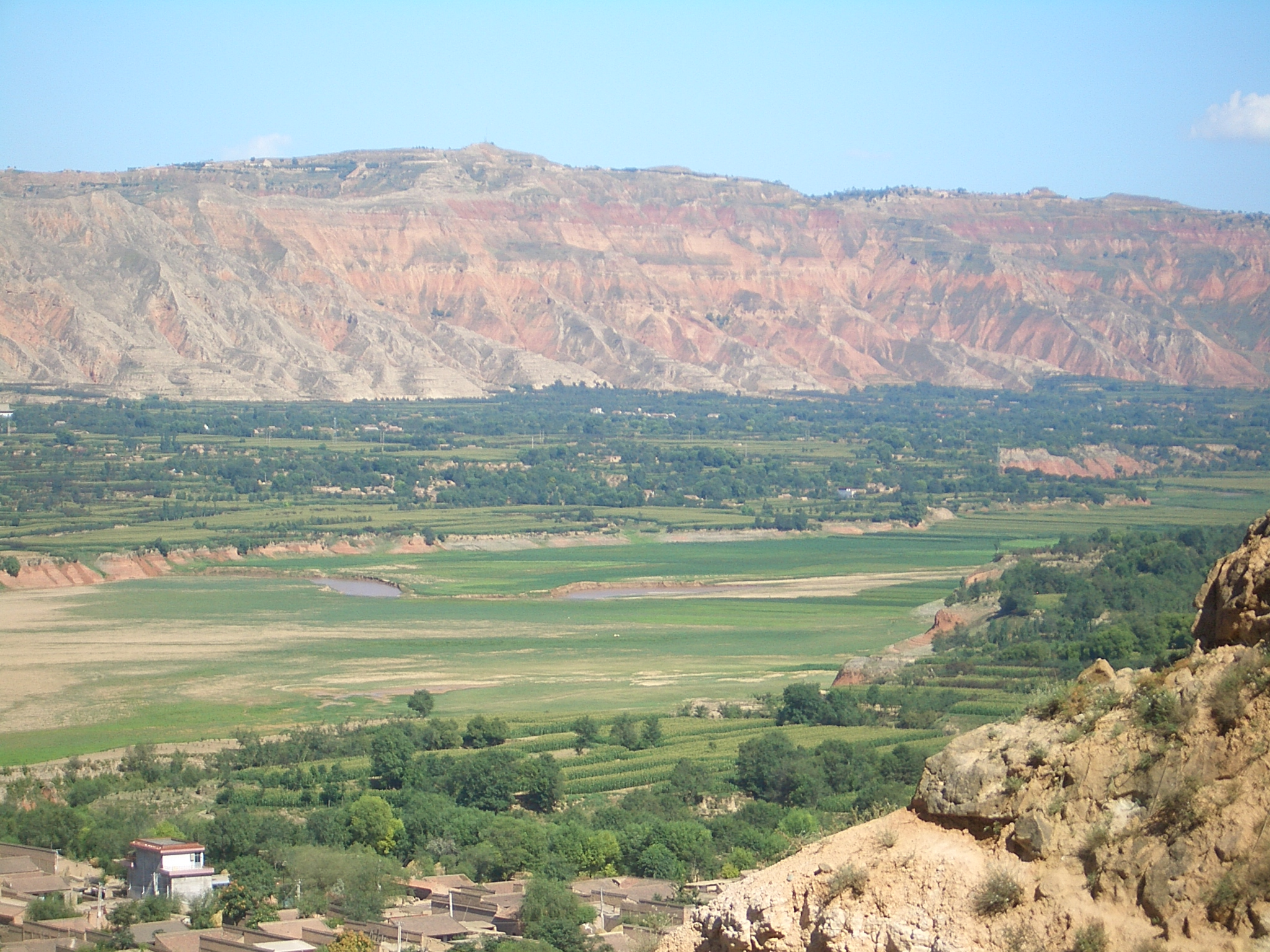
Daxia وادي نهر في غضون بضعة كم من الوقوع في Liujiaxia الخزان. الجانب القريب من النهر في ينكشيا مقاطعة الجانب الآخر ، دونغشيانغ مقاطعة ذاتية الحكم

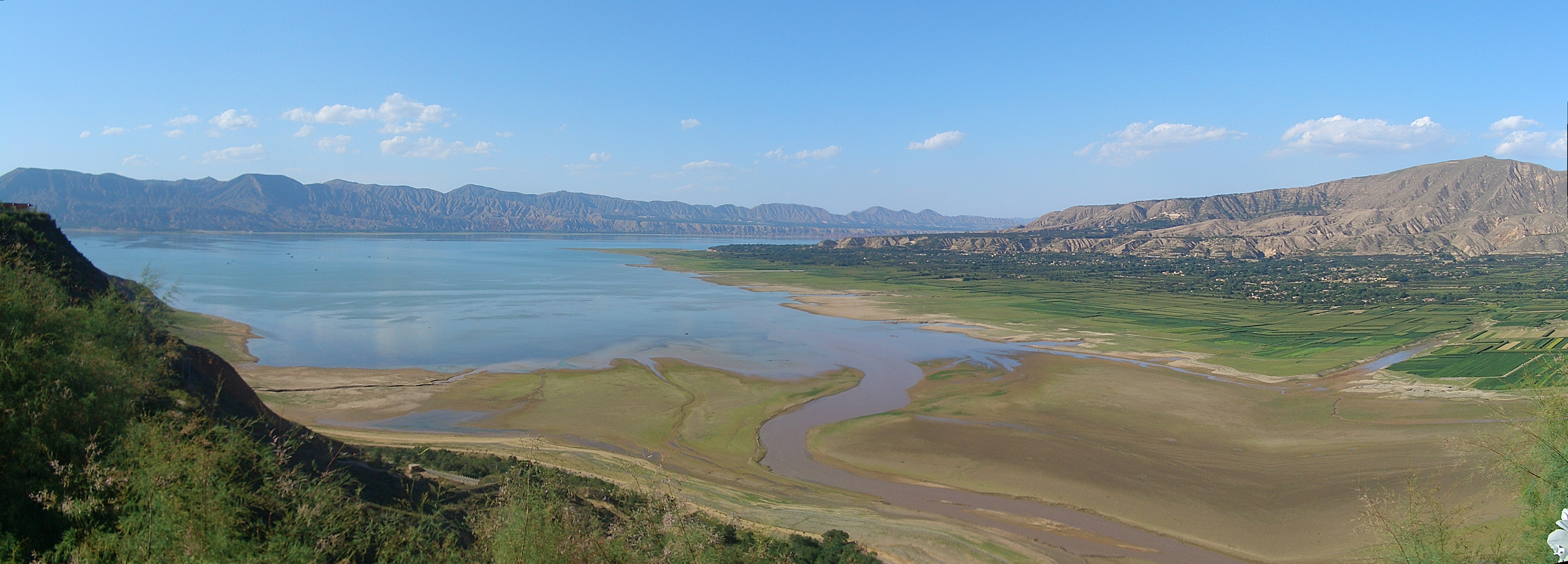
مصب نهر داكسيا في خزان Liujiaxia

نهر داكسيا(()) هو أحد روافد النهر الأصفر في جنوب مقاطعة  قانسو في الصين الغربية.
 يبدأ نهر داكسيا في شرق مقاطعة هوانغنان التبتية ذاتية الحكم في تشينغهاي ، ثم يتدفق باتجاه الشرق عبر الشمال  مقاطعة قاننان التبتية ذاتية الحكم حيث حوض الصرف يغطي أجزاء كبيرة من مدينة هيزو(Hezuo)   ومقاطعة  شياخه . ثم يتدفق إلى  الشرق بإتجاه مقاطعة  ينكشيا هوي ذاتية الحكم، حيث يعبر على اتساع  مقاطعة  ينكشيا، ومدينة ينكشيا . يقل إتساع النهر عند اتجاهه إلى الشرق  بين حدود مقاطعة ينكشيا ومقاطعة دونغشيانغ المجاورة  ذات الحكم الذاتي. يبدأ النهر بالإتساع مصب خليج  Liujiaxia Reservoir خزان ليوجاكسيا.
وادي النهر يتسع ضمن ولاية ينكشيا هوي ذاتية الحكم، وهو محاط على جانبية من الرواسب الطفالية والهضاب .المناطق الرئيسية الزراعية والسكنية تقع في هذا الوادي لكل من مدينة  Hanji(مقر مقاطعة ينكشيا) ومدينة ينكشيا.